# Cimarron River (Arkansas River)
Der Cimarron River ist der Name eines Flusses im Südwesten der Vereinigten Staaten. 
Er entspringt am Raton Pass in New Mexico und fließt über 1123 km, bevor er bei Tulsa, OK in den Arkansas River mündet. Sein Name stammt vom spanischen Wort für „Mustang“. 
Der Cimarron River fließt nach Osten in den Panhandle von Oklahoma,  berührt auf nur rund 15 km Colorado und erreicht Kansas, wo er zunächst das Cimarron National Grassland, dann die Cimarron-Wüste durchquert. In diesen Abschnitten trocknet der Fluss in den Sommermonaten gelegentlich völlig aus. Östlich von Liberal, KS überquert der Fluss mehrmals den 37. Breitengrad, der die Grenze von Kansas und Oklahoma darstellt, bevor er nach Südosten und Oklahoma abbiegt. Bei Tulsa mündet er im Stausee Keystone Lake in den Arkansas River. Wegen seiner geringen Wasserführung ist der Cimarron River nicht schiffbar und wird auch nicht aufgestaut. 
Am Oberlauf etwa zwischen der Staatsgrenze New Mexico zu Oklahoma bis Ulysses, KS verlief in der Mitte des 19. Jahrhunderts parallel zum Fluss die als Cimarron Cutoff bezeichnete Variante des Santa Fe Trails, eines der wichtigsten Handelswege in der Frühzeit des Wilden Westens.